# Fluchgraben (Wiese, Lützelau)
Der Fluchgraben ist ein gut 800 Meter langer Bach des Südschwarzwaldes im baden-württembergischen Landkreis Lörrach. Er befindet sich auf dem Gebiet der Gemeinde Hausen im Wiesental, entspringt am Osthang des Knobels und mündet im Hausener Gewann Lützelau von rechts und Nordwesten in die Wiese.
Rund dreihundert Meter weiter nördlich mündet im Gewann Kleiner Brühl ebenfalls ein Bach mit dem Namen Fluchgraben in die Wiese.

## Geographie

### Verlauf
Der Fluchgraben entspringt auf etwa 600 m ü. NHN am Osthang des Knobels im Walddistrikt Fluchgraben. Von dort fließt er in nordöstlicher Richtung sein enges, dicht bewaldetes Tal hinab. Kurz vor Erreichen des Zellerwegs, den er unterquert, macht der Verlauf einen Bogen nach Südosten. Im Gewann Lützelau mündet er dann von rechts und Nordwesten auf etwa 411 m ü. NHN in die Wiese.
Mit Ausnahme der letzten rund 100 Meter bildet sein gesamter Verlauf ein geschütztes Biotop.
Der gut 800 Meter lange Lauf des Fluchgrabens mündet rund 190 Höhenmeter unterhalb seiner Quelle, er hat somit ein mittleres Sohlgefälle von etwa 24 %.

### Einzugsgebiet
Das naturräumlich zum Südschwarzwald gehörende Einzugsgebiet ist etwa 44 ha groß und liegt vollständig auf dem Gebiet der Gemeinde Hausen im Wiesental. Die höchsten Punkte des Einzugsgebiets liegen im Osten auf dem Knobel und am Südhang des Tannenbühls auf jeweils etwa (670 m ü. NHN).
Die Einzugsgebiete der folgenden Nachbargewässer grenzen an:
- Im Norden konkurriert der Fluchgraben, der direkt oberhalb in die Wiese mündet;
- im Süden entwässert ein namenloser Hangwaldbach direkt unterhalb in die Wiese;
- im Südwesten grenzt das Einzugsgebiet des NN-VT7 * an, der über den Ehner Bach in Fahrnau in die Wiese fließt;
- jenseits der westlichen Wasserscheide liegt das Einzugsgebiet der Kleinen Wiese, die sich in Maulburg in die Wiese ergießt, mit deren Nebenläufen Krummeackerbach und Bärenriedbach.

### Zuflüsse
Auf der amtlichen Gewässerkarte sind zwei namenlose Zuflüsse eingezeichnet, der untere entspringt auf etwa 572 m ü. NHN, ist rund 270 m lang und mündet von links und Norden auf etwa 435 m ü. NHN, der obere entspringt auf etwa 598 m ü. NHN, ist rund 420 m lang und mündet auf etwa 445 m ü. NHN von links und Nordwesten, in diesen wiederum fließt ein weiterer namenloser Hangwaldbach, der ca. 150 m lang ist, auf etwa 565 m ü. NHN entspringt und von links und Nordwesten auf etwa 478 m ü. NHN mündet.

### Flusssystem Wiese
- Fließgewässer im Flusssystem Wiese